# Edgar Dale

Cono de la experiencia de Edgar Dale.

Edgar Dale (27 de abril de 1900 - 8 de marzo de 1985) fue un pedagogo estadounidense, conocido por su famoso Cono de la experiencia (Cone of Experience). Hizo diversas contribuciones a la instrucción visual y auditiva, incluyendo una Metodología para analizar el contenido de las películas.

## Cono de la experiencia
El Cono de la experiencia representa la profundidad del aprendizaje realizado con la ayuda de diversos medios. En la cúspide del cono se encuentra la Representación oral  (descripciones verbales, escritas, etc). En la base del cono, representando la mayor profundidad de aprendizaje, se encuentra la Experiencia directa (realizar uno mismo la actividad que se pretende aprender).
En 1967, un empleado de la Mobil Oil Company publicó una versión del Cono de la experiencia añadiendo cifras sin base científica. Muchos especialistas en pedagogía conocen esta representación (con las cifras del 10% al 90%, implicando afirmaciones como que "el 90% de lo que aprendemos por experiencia directa permanece en la memoria", en ocasiones añadiendo referencias temporales como "al cabo de dos semanas"). Todas estas referencias son falsas y no tienen ninguna base. Edgar Dale nunca añadió cifras a su Cono, y de hecho llegó a afirmar que la representación del Cono de la experiencia debía ser siempre tomada con mucha precaución.